# Yếu tố kích thích dòng bạch cầu hạt - đại thực bào
Yếu tố kích thích dòng bạch cầu hạt - đại thực bào (tiếng Anh: granulocyte-macrophage colony-stimulating factor, viết tắt: GM-CSF), hay yếu tố kích thích phát triển đơn dòng 2 (colony-stimulating factor 2, viết tắt: CSF2) là một glycoprotein đơn phân tử được tạo ra bởi đại thực bào, tế bào T, dưỡng bào, tế bào NK, tế bào nội mô và nguyên bào sợi, có chức năng như một cytokine. Sargramostim và molgramostim là hai đồng phân cấu trúc của GM-CSF được tạo ra bằng công nghệ DNA tái tổ hợp dùng trong điều trị kích thích miễn dịch.
Trong khi yếu tố kích thích dòng bạch cầu hạt (G-CSF) chỉ kích thích đặc hiệu trên sự tăng sinh và phát triển của bạch cầu hạt trung tính, GM-CSF có tác dụng trên nhiều dòng tế bào, đặc biệt là đại thực bào và bạch cầu ưa acid.

## Chức năng
GM-CSF kích thích các tế bào gốc sản sinh ra bạch cầu hạt (bạch cầu hạt trung tính, bạch cầu ưa acid và bạch cầu ưa kiềm) và bạch cầu đơn nhân. Bạch cầu đơn nhân sau khi được sinh ra trong hệ tuần hoàn sẽ di chuyển đến các mô, nơi chúng được biệt hóa thành các đại thực bào và tế bào tua. Vì vậy, GM-CSF được xem như một thành phần của trong chuỗi tín hiệu viêm/miễn dịch tạo ra số lượng lớn đại thực bào giúp chống lại sự viêm nhiễm.
Ở các tế bào trưởng thành của hệ miễn dịch, GM-CSF làm tăng sự di chuyển của bạch cầu trung tính và thay đổi mức độ biểu hiện các thụ thể trên bề mặt tế bào.
GM-CSF truyền tín hiệu thông qua STAT3/5 (protein chuyển đổi và hoạt hóa tín hiệu phiên mã 3/5), kích thích đại thực bào làm tăng hàm lượng gốc tự do oxy hoạt động (reactive oxygen species) và gây thiếu hụt hàm lượng kẽm tự do nội bào, dẫn đến ức chế sự phát triển của nấm bệnh. Bằng cách này, GM-CSF hỗ trợ sự phát triển của hệ thống miễn dịch và thúc đẩy sự bảo vệ chống lại các nhiễm trùng.
Trong quá trình phát triển phôi thai, GM-CSF được xem như một embryokine, làm thay đổi sự biểu hiện gene (đặc biệt là các gene liên quan đến quá trình biệt hóa và chết rụng tế bào) và làm tăng số lượng tế bào bên trong khối nội phôi (embryoblast).

## Di truyền học
GM-CSF được mã hóa bởi gene CSF2 (~2.5 kbp), nằm cạnh gene IL3 (gene mã hóa interleukin 3) thuộc chùm gene T helper type 2-associated cytokine, nhiễm sắc thể 5, cánh q, băng 31 (5q31). Vùng nhiễm sắc thể này có liên quan đến hội chứng mất đoạn 5q và bệnh bạch cầu dòng tủy cấp tính (AML). Giữa CSF2 và IL3 là trình tự cách ly (insulator), nên chúng được điều hòa riêng biệt.

## Lịch sử
CSF2 được giải trình tự và clone lần đầu tiên vào năm 1985. Bằng công nghệ DNA tái tổ hợp, các clone của GM-CSF đã được nghiên cứu sản xuất sau đó và trở thành các dược phẩm tiềm năng. Molgramostim được tạo ra từ Escherichia coli, không glycosyl hóa (Genetics Institute, Inc.); sargramostim được tạo ra từ Saccharomyces cerevisae, leucine ở vị trí 23 được thay thế bằng proline, glycosyl hóa ít (Immunex); và regramostim được tạo ra từ tế bào buồng trứng chuột Hamster Trung Quốc (CHO cell), glycosyl hóa nhiều hơn sargramostim (Sandoz). Sự glycosyl hóa có liên quan đến sự tương tác giữa thuốc và cơ thể.
Molgramostim cuối cùng được đồng phát triển và tiếp thị bởi Novartis và Schering-Plough dưới tên thương mại là Leucomax, sử dụng trong hỗ trợ khôi phục hàm lượng bạch cầu sau hóa trị. Năm 2002, Novartis đã nhượng quyền sở hữu của mình cho Schering-Plough.
Năm 1991, sargramostim được Cục Quản lý Thực phẩm và Dược phẩm Hoa Kỳ (FDA) chấp thuận dưới tên thương mại Leukine, cho phép sử dụng trong ghép tủy với tác dụng tăng tái tạo bạch cầu. Sau nhiều lần chuyển nhượng, Leukine hiện tại thuộc quyền sở hữu của Partner Therapeutics (PTx).
Năm 2015, FDA và EMA đều chấp thuận liệu pháp điều trị ung thư bằng virus (oncolytic virotherapy) talimogene laherparepvec (tên thương mại Imlymic) được phát triển bởi Amgen Inc. Talimogene laherparepvec là một loại virus biến đổi gene, khi vào cơ thể sẽ tạo ra GM-CSF từ chính khối u giúp phân hủy của các tế bào ung thư.

## Ý nghĩa lâm sàng
GM-CSF được sinh ra nhiều trong khớp ở các bệnh nhân viêm khớp dạng thấp. Vì thế, GM-CSF được xem như đích tác dụng sinh học trong trường hợp này, ức chế GM-CSF có thể làm giảm các thương tổn và viêm nhiễm. Một số thuốc đã được phát triển để ức chế GM-CSF như otilimab, namilumab và lenzilumab. GM-CSF cũng được áp dụng trong điều trị các trường hợp suy giảm miễn dịch ở các bệnh hiễm nghèo, giúp khôi phục chức năng bạch cầu đơn nhân và bạch cầu trung tính. Tuy nhiên, tác động lên kết quả điều trị của bệnh nhân hiện vẫn chưa rõ ràng và cần các nghiên cứu thử nghiệm chuyên sâu cho việc trị liệu này.

## Thử nghiệm lâm sàng
Các kháng thể đơn dòng chống lại GM-CSF đang được sử dụng trong các thử nghiệm lâm sàng điều trị viêm khớp dạng thấp, viêm cột sống dính khớp và COVID-19.